# Rayane Bensetti
Rayane Bensetti, né le 9 avril 1993 à Lyon, est un acteur français.
Il se fait connaître dans la série Pep's, mais il est surtout connu pour son rôle de Diego dans les films Tamara et Tamara Vol.2, ainsi que pour sa participation à l’émission Danse avec les stars qu’il remporte en 2014.

## Biographie

### Enfance et formation
Rayane Bensetti provient d'une famille d'origine algérienne. Son oncle, Djaffar Bensetti, était un trompettiste reconnu dans la ville d'Oran.
Il commence sa carrière dès l'âge de 4 ans en intégrant une agence de mannequins pour enfants, qui le fait poser pour plusieurs publicités, notamment pour Carrefour en 1997 et 2000, McDonald's en 1998, Berchet en 2000 ainsi que Toys “R” Us et Maxi Toys en 2001.

### Carrière
Le jeune homme débute à la télévision dans la série Mystère à la colo à l'âge de quatorze ans, sur TF1. Il passe son baccalauréat professionnel commerce. Il tourne dans plusieurs courts métrages et films, dont Arrête de pleurer Pénélope de Corinne Puget et Juliette Arnaud en 2011. À la télévision, il incarne entre 2013 et 2016 Benjamin Vidal dans la mini-série Pep's, diffusée sur TF1, puis sur HD1, qui le fait connaître du public.
En avril 2014, il participe au clip interactif de la chanson Maux d'enfants, interprétée par Patrick Bruel, en duo avec La Fouine. Il tourne dans un épisode de la série télévisée Joséphine, ange gardien durant l'été et intègre avec Philippe Lellouche le casting de la série Clem pour la cinquième saison du programme tournée en automne 2014 où il incarne le personnage de Dimitri, un adolescent bisexuel,.
À l'automne 2014, il participe à la cinquième saison de Danse avec les stars sur TF1, aux côtés de la danseuse Denitsa Ikonomova,, et remporte la compétition le 29 novembre 2014. Dans le cadre de cette émission, il part ensuite en tournée en France du 20 décembre 2014 au 28 février 2015 et participe également à la tournée suivante. Il est également présent à quelques dates de la tournée d'été de TF1 accompagnant certains danseurs de la troupe de Danse avec les stars.
En décembre 2014, il pose pour Karl Lagerfeld dans le magazine Numéro,,.
En 2014 et 2015, il est invité à la suite de cette grande médiatisation sur plusieurs plateaux télévisés, principalement sur TF1 dont surtout des émissions d'Arthur : Vendredi tout est permis, En direct avec Arthur, Stars sous hypnose, Les Enfants de la télé, Tous ensemble, Les Z'awards de la télé, L'Hebdo Show, Diversion et les émissions CQFD ! Ce qu'il fallait détourner et L'Œuf ou la Poule ? présenté par Cyril Hanouna.
Rayane Bensetti continue la danse en donnant quelques cours avec sa partenaire pour le Dance Concept Event, fait des bookings avec elle, ainsi que des « ménages », et rejoint la compagnie dont elle fait partie, les D'pendanse, pour quelques dates de leur tournée. Le jeune homme avait déjà eu l'occasion de rejoindre la troupe de danseurs notamment lors du concert de l'opération pièces jaunes au début de 2015. En avril 2015, il est annoncé qu'il participe à un numéro de l'émission de Gulli, Un grand rêve. Il est chargé de s'occuper des danses en coachant les candidats. En mai 2015, il participe à l'émission Fort Boyard sur France 2 dans la même équipe que Christian Millette, Denitsa Ikonomova, Waly Dia, Luce et Sophie Jovillard. L'émission est diffusée durant l'été 2015. Il enregistre en juillet 2015 en duo avec le chanteur Keen'V, J'ai piscine.
En 2016, il est à l'affiche de l'adaptation au cinéma de la bande dessinée Tamara dans le rôle de Diego, le garçon qui fait battre le cœur de l’héroïne. Toujours sur TF1, il interprète avec Lucie Lucas un duo dans la comédie romantique Coup de foudre à Jaipur d'Arnaud Mercadier, tournée dans l'État indien du Rajasthan début 2016,.
Le comédien prête sa voix en 2017 à Robin dans Lego Batman, le film réalisé par Chris McKay aux côtés notamment de Natoo, Stéphane Bern, Antoine Griezmann et Blaise Matuidi.
En janvier 2018, le jury de la 21e édition du Festival du film de comédie de l'Alpe d'Huez récompense le long métrage La Finale de Robin Sykes, dans lequel il joue. Le prix d'interprétation masculine est remis à Thierry Lhermitte et le film reçoit le Grand prix.
En janvier 2019, il fait partie du jury du 22e Festival international du film de comédie de l'Alpe d'Huez, présidé par Alexandra Lamy.
Il double le personnage adulte de Simba dans le film Roi lion sorti le 17 juillet 2019.

### Vie privée
À partir de 2014, Rayane Bensetti semble être en couple avec la danseuse Denitsa Ikonomova, rencontrée sur le plateau de Danse avec les stars, et avec qui il a remporté la cinquième saison du programme. Le couple s'est séparé en 2021.
Le 8 février 2018, il annonce la mort de son père Bachir Bensetti, décédé de la maladie de Charcot à l'âge de 54 ans.

## Filmographie

### Cinéma

#### Longs métrages
- 2016 : Tamara d'Alexandre Castagnetti : Diego
- 2018 : La Finale de Robin Sykes : Jean-Baptiste Soualem
- 2018 : Tamara Vol.2 d'Alexandre Castagnetti : Diego
- 2019 : Let’s Dance de Ladislas Chollat : Joseph
- 2021 : Haters de Stéphane Marelli : Alex
- 2021 : Super-héros malgré lui de Philippe Lacheau : Ludovic
- 2023 : BDE de Michaël Youn : Samy
- 2024 : Jamais sans mon psy d'Arnaud Lemort  : Stéphane
- 2025 : Avec ou sans enfants ? d'Elsa Blayau : Manu
- 2025 : Certains l'aiment chauve de Camille Delamarre

#### Courts métrages
- 2009 : Bad Dream : Rayan
- 2011 : Life or Dream : Ethan
- 2011 : La Chaîne : Jo
- 2011 : Déception : Ethan
- 2012 : Pétage de câble (grand) : Ethan
- 2012 : Autopsie d'un meurtre
- 2018 : Opération: 2 millions ! (Casa de Papel) d'Alexandre Da Silva : policier du RAID

### Télévision

#### Téléfilms
- 2008 : Il faut sauver Saïd de Didier Grousset : figurant
- 2009 : Un mariage en Algérie de Nadja Harek : Rémi
- 2009 : C'est mon tour de Patrice Martineau : figurant
- 2011 : Petits arrangements avec ma mère de Denis Malleval : Roby
- 2012 : Délit de fuite de Thierry Binisti : figurant
- 2013 : L'Escalier de fer de Denis Malleval
- 2014 : Pas d'inquiétude de Thierry Binisti : Sofiane
- 2016 : Coup de foudre à Jaipur d'Arnaud Mercadier : Ravi
- 2020 : Il était une fois à Monaco de Frédéric Forestier : Mehdi
- 2021 : Disparition inquiétante (série télévisée, épisode Instincts maternels) d'Arnaud Mercadier : Enzo
- 2022 : Ils s'aiment... enfin presque ! d'Hervé Brami : le fleuriste
- 2022 : Le Grand Restaurant : La guerre de l'étoile de Pierre Palmade.
- 2023 : Les Capone se marient de Gaël Leforestier

#### Séries télévisées
- 2008 - 2009 : Mystère à la colo : Ethan
- 2013 - 2016 : Pep's : Benjamin Vidal
- 2014 : Joséphine, ange gardien (saison 15 - épisode 2 : Les Boloss) : Tony
- 2015 : Accusé (saison 1, épisode 6 : L'histoire de Claire) : Eliot
- 2015 - 2017 : Clem : Dimitri Ferran (12 épisodes)
- 2017 : Nos chers voisins : François Derek
- 2020 : Dix pour cent : lui-même
- 2023 : Lycée Toulouse-Lautrec : Khaled

### Clips
- 2014 : Maux d'enfants, de Patrick Bruel ft La Fouine : Dimitri
- 2015 : J'ai piscine, en duo avec Keen'V
- 2019 : Mon beau frère, de Black M

## Doublage
Films
- Donald Glover dans :
  - Le Roi lion (2019) : Simba (voix parlée uniquement)[26]
  - Mufasa : Le Roi lion (2024) : Simba[27] (voix)

Film d'animation
- 2017 : Lego Batman, le film : Dick Grayson / Robin[b],[28]

## Théâtre
- 2006 : Chez le coiffeur
- 2007 : Inconnu : Thierry
- 2013 : Loving Out de Jocelyn Flipo : Léon Vitale